# Alexia (voornaam)
De voornaam Alexia is de vrouwelijke vorm van Alexius en komt uit het Grieks. Αλεξιος (Alexios) betekent "helper" of "verdediger" en is afgeleid van het Griekse αλεξω (alexo) "verdedigen, helpen".

## Bekende naamdraagsters
- Prinses Alexia der Nederlanden (2005), de tweede dochter van koning Willem-Alexander en koningin Máxima
- Alexia Grinda (1967), buitenechtelijke dochter van prins Bernhard.
- Prinses Alexia van Griekenland (1965), de oudste dochter van ex-koning Constantijn en ex-koningin Anne-Marie van Griekenland.
- De Italiaanse zangeres Alexia (artiestennaam van Alessia Aquilani) (1967). Ze won in 2003 het Festival van San Remo.
- De zangeres Alexia, deelneemster uit Cyprus aan het Eurovisiesongfestival van 1987.
- Alexia Robinson, actrice. Ze debuteerde in Total Recall, een film uit 1990 van regisseur Paul Verhoeven met onder andere Arnold Schwarzenegger. Ze speelde de eerste Meg Lawson (1990-1994) in de televisiesoap General Hospital.
- Alexia Cousin, sopraan die in 1998 de zangwedstrijd Voix Nouvelles won. Twee jaar later debuteerde ze als Mélisande in de opera Pelléas et Mélisande van Claude Debussy.

## Bekende naamdraagsters in de literatuur
- Alexia is de hoofdpersoon uit de stripboeken De duivels van Alexia van Ers en Dugomier.

## Stichting
Er bestaat een Alexia foundation for world peace, genoemd naar de studente fotojournalistiek Alexia Tsairis die omkwam bij het vliegtuigongeluk in Lockerbie, Schotland.

## Medische stoornis
- Alexie is een met afasie verwante stoornis bij het lezen en spellen ten gevolge van bijvoorbeeld een hersenbloeding. Lezers met alexie lezen vaak woorden die inhoudelijk verwant zijn, bijvoorbeeld oom in plaats van neef. Bovendien zijn ze niet in staat om onzinwoorden te lezen. In Engelssprekende landen wordt de term alexia gebruikt.